# Carnival Imagination
 (juillet 2010).
Le Carnival Imagination est un bateau de croisière appartenant à la compagnie de croisière Carnival Cruise Lines.
Le Carnival Imagination est le 4e bateau de la classe Fantasy, de la société Carnival Cruise Lines.
Il a officiellement été mis en service en 1995.
Ce bateau fut restauré en 2005, dans le cadre du son programme evolution of fun, qui a pour but la rénovation des 8 navires de la classe Fantasy de la compagnie Carnival Cruise Lines.
Août 2021 en cours de destruction a Samurlu, Aliağa/İzmir, Turquie

## Description
Le Carnival Imagination possède 10 ponts :
- Pont 1 - Riviera
- Pont 2 - Main
- Pont 3 - Upper
- Pont 4 - Empress
- Pont 5 - Atlantic
- Pont 6 - Promenade
- Pont 7 - Lido
- Pont 8 - Veranda
- Pont 9 - Sport
- Pont 10 - Sun

Il dispose de 14 ascenseurs, 12 bars, 3 piscines, 2 restaurants, garde d'enfants, service blanchisserie, location de smoking, internet café, 6 jacuzzis, Infirmerie et service postal.
À l'intérieur des suites, différents services sont fournis, notamment : service de chambre, mini-bar, télévision, réfrigérateur et coffre fort.
Les activités à bord sont nombreuses : comédie spectacles, casino, discothèque, piano-bar, salle de jeux, librairie, bibliothèque, sports et conditionnement physique, spa / salon de fitness, ping-pong, jeu de palet, aérobic, jogging, piscine, basket-ball, volley-ball et golf.

## Plan du bateau

### Pont 1 - Riviera
Le pont "Riviera" est essentiellement constitué de cabines reparties comme suit :
- 152 des cabines de ce pont sont situées vers l'extérieur :

18 cabines disposent de la vue sur l'extérieur grâce à un hublot et sont situées à l'avant du navire (en jaune sur l'image),
52 cabines disposent de la vue sur mer, et sont situées à l'avant et à l'arrière du navire (en mauve sur l'image),
82 cabines disposent de la vue sur mer et sont situées au centre du navire (en bleu sur l'image).
- 104 cabines à l'intérieur :

57 cabines sont situées au centre du navire (en vert sur l'image),
57 cabines sont situées entre l'avant et l'arrière du navire (en marron sur l'image).
Soit un total de 256 cabines pour le pont "Riviera", elles sont numérotées de R1 à R256.

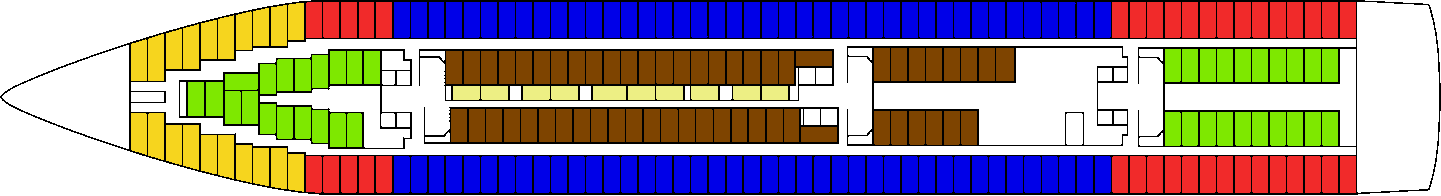
Le pont riviera du Carnival Imagination

### Pont 2 - Main
Le pont 2 est également constitué de cabines

### Pont 3 - Upper
Le pont 3 est également constitué de cabines

### Pont 4 - Empress
- Grand Atrium Plaza
- Café Internet
- Réception
- Bureau des excursions
- Galerie Photos

### Pont 5 - Atlantic
- Théâtre Universe
- Boutiques
- Salles de Cartes
- Cleopatra's Bar
- Pavillion Room
- Restaurant Celebration
- Restaurant Jubilee

### Pont 6 - Promenade
- Théâtre Universe
- Video Arcade
- Sushi Bar
- Casino Club 21
- 21st Century Bar
- Via Marina Promenade
- Cats Lounge
- Discothèque Electricity
- Salle de Conférences
- Majestic Bar
- Clubs enfants
- The Forum, centre de conférences
- Piscine enfants

### Pont 7 - Lido
- The Patio
- Pool Bar & Snack Bar
- Piscine & Jacuzzis
- Restaurant Buffet Windows on the Sea
- Pizzeria

### Pont 8 - Veranda
- Piscine
- Pool Bar

### Pont 9 - Sport
- Centre Fitness
- Spa & Salon de Beauté

### Pont 10 - Sun
Le pont 10 est constitué d'un parcours de jogging

## Changement d'itinéraire
En raison de l'épidémie de grippe mexicaine (Influenzavirus A sous-type H1N1) d'avril 2009, le Carnival Imagination fut contraint de changer d'itinéraire :
- Le 4 mai 2009, il fut orienté vers Nassau aux Bahamas, en remplacement de son escale à Cozumel au Mexique.